# Kabinett Meyers III
Das Kabinett Meyers III bildete vom 26. Juli 1966 bis zum 8. Dezember 1966 die Landesregierung von Nordrhein-Westfalen.
| Amt                                                 | Name                                    | Partei | Partei |
| --------------------------------------------------- | --------------------------------------- | ------ | ------ |
| Ministerpräsident                                   | Franz Meyers                            |        | CDU    |
| Stellvertreter des Ministerpräsidenten              | Willi Weyer (bis 1. Dezember 1966)      |        | FDP    |
| Inneres                                             | Willi Weyer (bis 1. Dezember 1966)      |        | FDP    |
| Franz Meyers (ab 1. Dezember 1966)                  |                                         | CDU    |        |
| Finanzen                                            | Joseph Pütz                             | CDU    |        |
| Justiz                                              | Franz Meyers (bis 5. Oktober 1966)      | CDU    |        |
| Justiz                                              | Friedrich Vogel (ab 5. Oktober 1966)    | CDU    |        |
| Kultus                                              | Paul Mikat                              | CDU    |        |
| Ernährung, Landwirtschaft und Forsten               | Gustav Niermann                         | CDU    |        |
| Bundesangelegenheiten                               | Gerd Ludwig Lemmer                      | CDU    |        |
| Arbeit und Soziales                                 | Konrad Grundmann                        | CDU    |        |
| Wirtschaft, Mittelstand und Verkehr                 | Gerhard Kienbaum (bis 1. Dezember 1966) |        | FDP    |
| Landesplanung, Wohnungsbau und öffentliche Arbeiten | Franz Berding                           |        | CDU    |